# Mano pericolosa
Mano pericolosa (Pickup on South Street) è un film del 1953 diretto da Samuel Fuller.
Nel 2018 la pellicola è entrata nella selezione della National Film Registry.

## Trama
Skip McCoy è uno scaltro borseggiatore che ruba la borsetta dell'avvenente Candy. All'insaputa di Skip e Candy, essa contiene il microfilm di un'informazione governativa top-secret, in una busta che Candy porta con sé per fare un ultimo favore al suo ex, Joey. Ma Candy non ne conosce il contenuto né sa che Joey è una spia comunista.
La condotta di Joey in realtà era già da mesi sotto osservazione da parte degli investigatori federali. Skip diventa perciò oggetto di una serrata caccia all'uomo, ad opera della polizia e degli agenti federali, oltre che di Candy e Joey. Candy tenta di sedurre Skip, ma lui la rifiuta. Quando Skip scopre il contenuto del microfilm, respinge le proposte dei poliziotti e offre la pellicola a chiunque gli consegni 25.000 dollari. Nel frattempo Candy riesce a capire di essere stata raggirata da Joey, così salta il fosso e confessa il suo amore per Skip.
Joey interroga con durezza Moe, l'unica amica di Skip, che si rifiuta di tradirlo. Alla fine la uccide a sangue freddo, provocando un desiderio di vendetta in Skip. L'agente comunista rintraccia Candy nel suo appartamento. Nel frattempo la donna è riuscita a ottenere quattro dei cinque fotogrammi da Skip, ma si rifiuta di rivelare a Joey dove sia l'ultimo, per questo lui le spara. I poliziotti arrivano sul posto cercando di arrestare Joey, che però riesce a fuggire, mettendosi sulle tracce di Skip. Riesce a scovarlo nella metropolitana, dove i due si affrontano in una sfida tesa, che vede Skip picchiare fino alla morte Joey. Dopo averlo ringraziato per l'aiuto, la polizia ripulisce la fedina penale di Skip, che ritrova Candy in salute e con lei spera di iniziare una nuova vita.

## Produzione
Darryl F. Zanuck aveva mostrato a Fuller, allora sotto contratto per la 20th Century Fox, una sceneggiatura di Dwight Taylor intitolata Blaze of Glory. Narrava di un'avvocatessa innamoratasi di un criminale da lei difeso durante un processo. A Fuller l'idea piaceva, ma secondo la sua esperienza di giornalista di cronaca nera era meglio evitare la narrazione di un procedimento giudiziario. Il cineasta americano chiese così a Zanuck se poteva scrivere una sceneggiatura su un piccolo criminale e la sua ragazza, con il titolo Pickpocket ("Borseggiatore"), che però Zanuck trovò di gusti troppo europei. Fuller pensò così un nuovo titolo e iniziò a documentarsi per aggiungere realismo alla storia. Si incontrò con il detective Dan Campion del New York Police Department, che era stato sospeso per sei mesi senza stipendio per aver maltrattato un sospetto, che gli ispirò la figura di Tiger.
Fuller rifiutò diverse proposte degli studios per il ruolo femminile principale. Fra le tante dive scartate: Marilyn Monroe, Shelley Winters, Ava Gardner e Betty Grable. Inizialmente aveva bocciato anche Jean Peters, non avendo gradito la sua interpretazione in Il capitano di Castiglia . Ad una sola settimana dall'inizio delle riprese, Fuller vide la Peters negli studios a ora di pranzo e notò la sua camminata, che gli sembrò assomigliare a quella di una prostituta. Fu anche colpito dalla sua intelligenza e dalla spigliatezza informale. Le fece così dei provini per diversi ruoli. Arrivato ai ferri corti con la Grable e minacciando di uscire dalla produzione, si decise alla fine a scegliere proprio la Peters per il ruolo principale.
Nell'agosto del 1952 la sceneggiatura fu giudicata inaccettabile secondo il codice Hays, a causa dell'"eccessiva brutalità e dei pestaggi sadici, sia di uomini che di donne". Una versione rivista della sceneggiatura venne poi accettata, ma anche in corso d'opera delle scene vennero rigirate diverse volte perché giudicate a rischio di censura, come quella in cui la Peters e Kiley si perquisiscono a vicenda.

## Analisi film
Il film, nella versione originale, tratta della guerra fredda. In Europa, tuttavia, per evitare questo tema scottante, si decise di modificare radicalmente la trama e i dialoghi. In Italia, per questo, il plot della pellicola è stata trasformato in una storia di narcotraffico. Stessa sorte in Francia, dove cambia addirittura il titolo (Le Port de la drogue ovvero Il porto della droga).
Come ha ammesso lo stesso cineasta americano, Mano pericolosa è influenzato dal neorealismo italiano.
Secondo la rivista Senses of Cinema, il lungometraggio è stato un punto di riferimento per Bresson durante la stesura della sceneggiatura di Diario di un ladro. La trama, infatti, ripercorre le vicissitudini di un borseggiatore maldestro.
È stato realizzato un remake nel 1967, dal titolo Intrigo a Cape Town.

## Critica
| Recensione      | Giudizio |
| --------------- | -------- |
| IMDb            | 7.7/10   |
| Rotten Tomatoes | 92%      |
| FilmTV          | 8.4/10   |

Quando uscì nelle sale cinematografiche, ebbe una accoglienza molto fredda. Il critico Georges Sadoul lo recensì come «un volgare melodramma di propaganda anticomunista».
A distanza di anni, Mano pericolosa è diventato un cult. Il critico Paolo Mereghetti considera il film come «uno dei ritratti notturni più belli del cinema americano».

## Riconoscimenti
- Nomination Premi Oscar 1954 a Thelma Ritter come miglior attrice non protagonista
- In concorso alla 14ª Mostra internazionale d'arte cinematografica di Venezia

## Curiosità
- Il famoso direttore dell'FBI, John Edgar Hoover, in un pranzo di lavoro con Fuller e Zanuck manifestò apertamente la sua disapprovazione per le opere di Fuller, citando in special modo questo film. In particolare detestava lo scarso patriottismo del personaggio di Widmark, esplicito in un paio di battute, e la scena in cui un agente dell'FBI corrompe un informatore. Zanuck sostenne Fuller, dicendo ad Hoover che non ne capiva niente di cinema, ma fece rimuovere i riferimenti all'FBI nella pubblicità del film.[11]
- Nel videogioco L.A. Noire è possibile intravedere la locandina del film nel corso della trama
- In una scena di Re per una notte, Jerry Lewis sta guardando Mano pericolosa a casa sua, un chiaro omaggio di Scorsese al regista Fuller.
- In una scena del film Peccato che sia una canaglia, Sophia Loren, Vittorio de Sica e Marcello Mastroianni stanno guardando Mano pericolosa al cinema